# 스리랑카 공군
스리랑카 공군(싱할라어: ශ්‍රී ලංකා ගුවන් හමුදාව, 타밀어: இலங்கை வான்படை)은 공군이고 스리랑카군 중 가장 늦게 창단했다. 1951년 영국 왕립 공군(RAF)의 도움을 받아 실론 왕립 공군(RCyAF)으로 창설되었다. 스리랑카 공군은 스리랑카 내전 내내 주요한 역할을 수행했다. 스리랑카 공군은 160대 이상의 항공기를 운용하고 있으며 정규 및 예비역 모두에서 온 30,000명의 공군과 2000명의 장교가 훈련된 전력을 가지고 있다.
공군 사령관은 스리랑카 공군의 전문적인 수장으로 공군 원수를 맡고 있다.

## 역사
실론은 영국 왕립 공군(RAF)에서 복무했고 실론 정부는 102번 비행대대 RAF를 채택했지만, 실론 방위군의 일부로 공군 부대가 구성되지 않았다. 새롭게 설립된 실론 자치령은 첫 번째 총리인 돈 스티븐 세나나야케 아래에서 군대를 설립하기 시작했다. 공군의 필요성은 국방 정책에서 확인되었고 새로운 국가를 위한 공군을 설립하기 위해 1951년 공군법이 의회에서 통과되었다.

### 스리랑카 공군

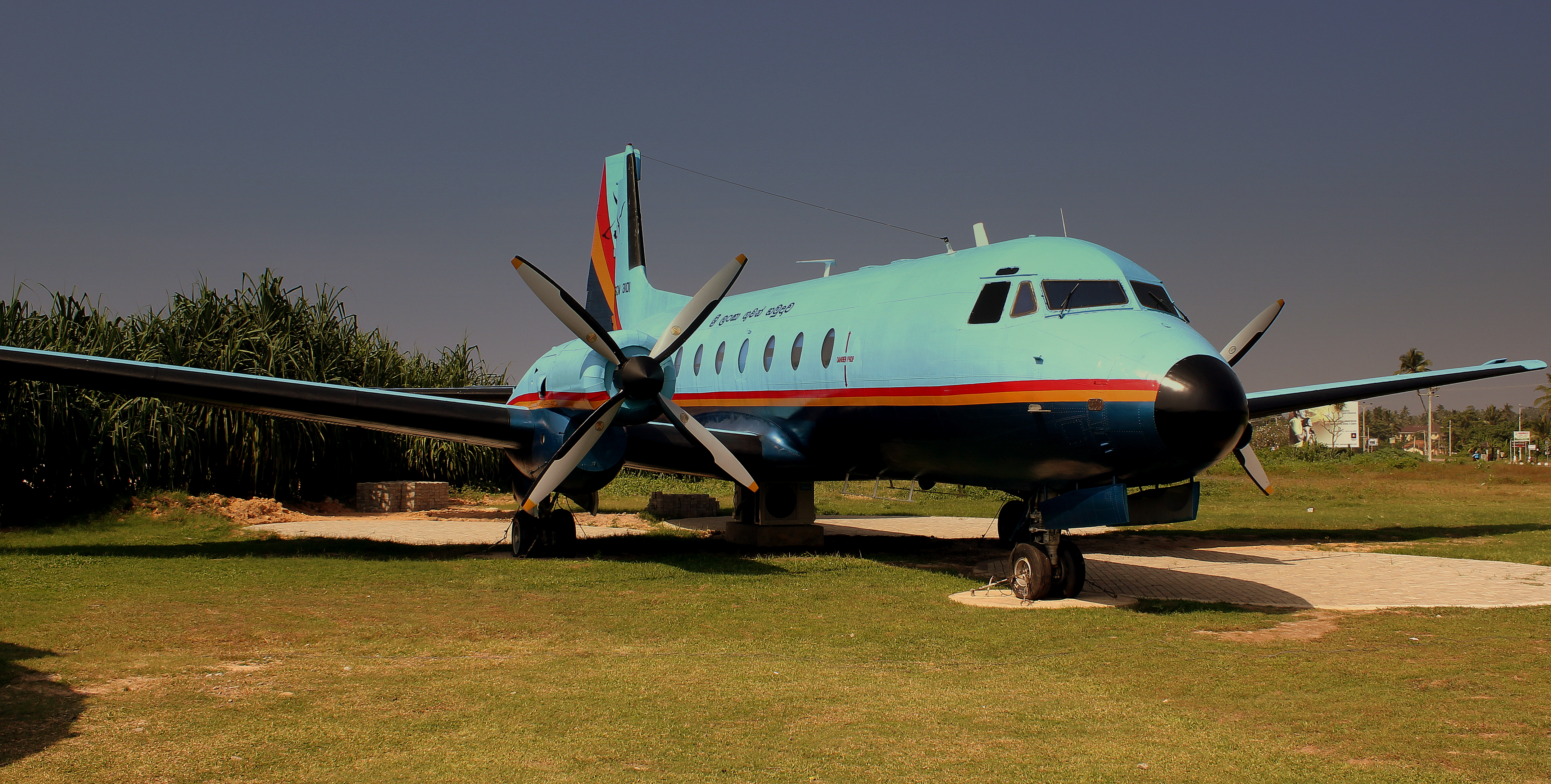
스리랑카 공군이 사용하는 호커 시들리 HS 748은 현재 코갈라 공항에 전시되어 있다.

1972년 실론이 공화국이 되면서 왕립 실론 공군은 이름을 모든 휘장과 함께 스리랑카 공군으로 바꾸었다. 1971년 반란 이후 군사비 지출을 위한 자금 부족으로 인해 제4헬기비행단은 헬리투어라는 이름으로 외국인 관광객을 위한 상업적 운송 서비스를 운영하기 시작했다. 1976년 3월 31일, 스리랑카 공군은 대통령 훈장을 수여받았다. 같은 해 위라윌라, 바부니야, 미네리야에 나중에 스리랑카 공군 기지가 된 스리랑카 공군 분견대가 설립되었다.
1978년 에어 실론이 폐쇄되면서 호커 시들리 HS 748 수송기가 스리랑카 공군에 인수되었다. 1980년대 초까지 프로보스트와 모든 소련 항공기는 현역에서 제외되었고 장기 보관소에 배치되어 전투기/폭격기 능력이 전혀 없는 공군을 떠났다.

### 스리랑카 내전
타밀일람 해방 호랑이(LTTE)에 대항한 스리랑카 내전이 서비스를 주요하고 장기적인 보안 역할로 끌어들였을 때 1980년대 중반에 급격한 성장이 시작되었다. 1982년에 스리랑카 공군은 제2차 세계 대전 이후 사용되지 않았던 바티칼로아, 아누라다푸라, 코갈라, 그리고 시기리야의 비행장을 다시 활성화했고, 모두 나중에 스리랑카 공군 기지가 되었다. 1983년과 1987년 사이의 제1차 일람 전쟁 동안, 그 공군은 거의 50% 성장했다. 1987년에 공군은 활동적인 예비군을 포함하여, 총 3,700명의 병력을 보유했다. 스리랑카 공군 연대는 4연대로부터 지상 기반 방공의 역할을 인계 받았고, 스리랑카 포병대는 대공포를 퇴역시키면서 야전 포병의 역할로 전환했다. 다른 서비스에서와 마찬가지로, 예비 부품의 부족이 유지 보수 노력을 괴롭혔고, 서비스는 수리를 위해 많은 항공기를 싱가포르와 다른 곳으로 보내야 했다. 1986년 캐나다로부터 장비를 구입한 후, 공군은 벨 헬리콥터의 함대에 구조적인 수리를 할 수 있는 능력을 얻었는데, 그 중 몇몇은 타밀 분리주의자들에 대항한 작전에서 손상을 입었다. 전자 장비의 유지 보수는 콜롬보 지역의 북쪽에 있는 에칼라의 통신 기지에서 수행되었다.

### 전쟁 이후
전이 2009년에 끝나면서, 스리랑카 공군은 출격 횟수를 줄이고 평화 시간 역할로 전환하기 시작했다. 이것은 민간 국내 항공사 헬리투어를 개혁함으로써 민간 수송을 위해 고정 날개와 회전 날개 수송 항공기를 활용하는 것뿐만 아니라 인도주의적 및 유엔 평화유지군의 일부로서 국제 비행과 배치를 수행하는 것을 포함했다.

## 공군 경찰
공군 경찰(AFP)은 SLAF와 그 조직 내에서 규율과 법질서를 유지하고 집행할 책임이 있다. AFP의 구성원들은 흰색 상의 모자와 군복 소매의 빨간색 'AFP' 섬광으로 구분된다.

## 스리랑카 공군

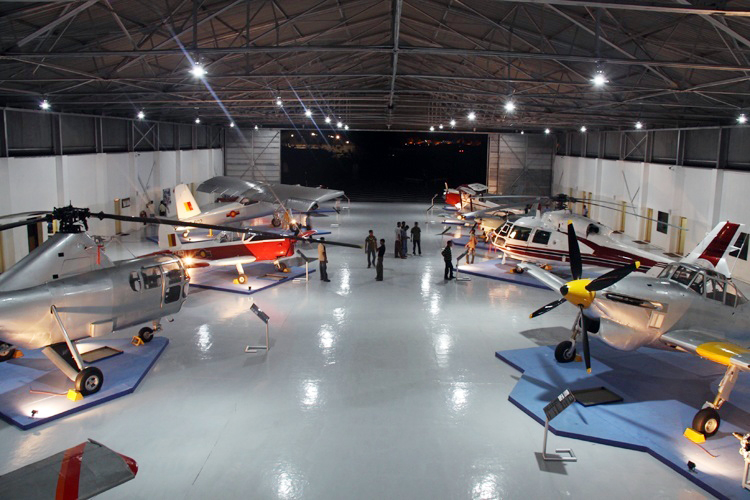
스리랑카 공군 박물관의 격납고

스리랑카 공군 박물관은 스리랑카 공군의 역사와 항공에 전적으로 전념하는 유일한 국립 박물관이다. 박물관은 1993년에 라트말라나 공군 항공기 보존 및 보관 부대로 처음 설립되었으며 재단장 후 2009년 11월 5일에 재개관했다. 박물관은 역사적인 항공기, 차량, 유니폼 및 무기를 전시한다. 박물관은 주요 격납고, 야외 전시물 및 1, 2, 3번 격납고로 구성되어 있다.

## 같이 보기
- 스리랑카 육군
- 스리랑카 해군